# Единицы измерения времени
Современные едини́цы измере́ния вре́мени основаны на периодах вращения Земли вокруг своей оси и обращения вокруг Солнца, а также обращения Луны вокруг Земли. Такой выбор единиц обусловлен как историческими, так и практическими соображениями: необходимостью согласовывать деятельность людей со сменой дня и ночи или сезонов.

## Сутки, час, минута и секунда
Исторически основной единицей для измерения средних интервалов времени были сутки (часто говорят «день»), отсчитываемые по минимальным полным циклам смены солнечной освещённости (день и ночь).
В результате деления суток на меньшие временны́е интервалы одинаковой длины возникли часы, минуты и секунды. Происхождение деления, вероятно, связано с двенадцатеричной системой счисления, которой придерживались в древнем Шумере. Сутки делили на два равных последовательных интервала (условно день и ночь). Каждый из них делили на 12 часов. Дальнейшее деление часа восходит к шестидесятеричной системе счисления. Каждый час делили на 60 минут. Каждую минуту — на 60 секунд.
Таким образом, в часе 3600 секунд; в сутках — 24 часа, или 1440 минут, или 86 400 секунд.
Часы, минуты и секунды прочно вошли в наш обиход, стали естественно восприниматься даже на фоне десятичной системы счисления. Сейчас именно эти единицы наиболее часто используются для измерения и выражения промежутков времени. Секунда (русское обозначение: с; международное: s) является одной из семи основных единиц в Международной системе единиц (СИ) и одной из трёх основных единиц в системе СГС.
Единицы «минута» (русское обозначение: мин; международное: min), «час» (русское обозначение: ч; международное: h) и «сутки» (русское обозначение: сут; международное: d) не входят в систему СИ, однако в Российской Федерации они допущены для использования в качестве внесистемных единиц без ограничения срока действия допуска с областью применения «все области». В соответствии с требованиями Брошюры СИ и ГОСТ 8.417-2002, наименование и обозначение единиц времени «минута», «час» и «сутки» не допускается применять с дольными и кратными приставками СИ.
В астрономии используют обозначения ч, м, с (или h, m, s) в верхнем индексе: например, 13ч20м10с (или 13h20m10s).

### Использование для обозначения времени суток
В первую очередь часы, минуты и секунды были введены для облегчения указания временной координаты в пределах суток.
Точка на оси времени в пределах конкретно взятых календарных суток обозначается указанием целого количества часов, которые прошли с начала суток; затем целого количества минут, которые прошли с начала текущего часа; затем целого количества секунд, которые прошли с начала текущей минуты; при необходимости ещё точнее указать временную позицию далее используют десятичную систему, указывая десятичной дробью прошедшую долю текущей секунды (обычно до сотых или до тысячных).
На письме обычно не пишут буквенные обозначения «ч», «мин», «с», а указывают только числа через двоеточие или точку. Номер минуты и номер секунды может быть в пределе от 0 до 59 включительно. Если высокая точность не требуется, количество секунд не указывают.
Существует две системы указания времени суток. В так называемой французской системе не учитывается разделение суток на два интервала по 12 часов (день и ночь), а считается, что сутки напрямую делятся на 24 часа. Номер часа может быть от 0 до 23 включительно. В «английской системе» это разделение учитывается. Часы указывают с момента начала текущих полусуток, а после цифр пишут буквенный индекс половины суток. Первую половину суток (ночь, утро) обозначают AM, вторую (день, вечер) — PM; эти обозначения происходят от лат. ante meridiem и post meridiem (до полудня / после полудня). Номер часа в 12‑часовых системах в разных традициях записывается по-разному: от 0 до 11 либо 12, 1, 2, …, 11. Поскольку все три временные субкоординаты не превосходят ста, для записи их в десятичной системе достаточно двух цифр; поэтому значения часов, минут и секунд пишут двузначным десятичным числом, добавляя ноль перед числом, если это необходимо (в английской системе, впрочем, номер часа пишут одно- или двузначным десятичным числом).
За начало отсчёта времени принята полночь. Таким образом, полночь во французской системе — это 00:00, а в английской — 12:00 AM. Полдень — 12:00 (12:00 PM). Момент времени по прошествии 19 часов и ещё 14 минут с полуночи — 19:14 (в английской системе — 7:14 PM).
На циферблатах большинства современных часов (со стрелками) используется именно английская система. Однако выпускаются и такие стрелочные часы, где используется французская 24-часовая система. Такие часы находят применение в тех областях, где судить о дне и ночи затруднительно (например, на подводных лодках или за Полярным кругом, где существует полярная ночь и полярный день).

### Использование для обозначения временно́го интервала
Для измерения интервалов времени часы, минуты и секунды не очень удобны, поскольку не используют десятичную систему счисления. Поэтому для измерения временны́х интервалов обычно используют только секунды.
Тем не менее, иногда используют и собственно часы, минуты и секунды. Так, продолжительность 50 000 с можно записать как 13 ч 53 мин 20 с.

### Эталонизация
Длительность средних солнечных суток — величина непостоянная. И хотя она изменяется совсем немного (увеличивается в результате приливов из-за действия притяжения Луны и Солнца в среднем на 0,0023 секунды в столетие за последние 2000 лет, а за последние 100 лет — всего на 0,0014 секунды), этого достаточно для значительных искажений продолжительности секунды, если считать за секунду 1⁄86 400 часть продолжительности солнечных суток. Поэтому от определения «час — 1⁄24 суток; минута — 1⁄60 часа; секунда — 1⁄60 минуты» перешли к определению секунды в качестве основной единицы, основанной на периодическом внутриатомном процессе, не связанном с какими-либо движениями небесных тел (на неё иногда ссылаются как на секунду СИ или «атомную секунду», когда по контексту её можно спутать с секундой, определённой из астрономических наблюдений).
В настоящее время в Международной системе единиц (СИ) принято следующее определение секунды: «одна секунда — это интервал времени, равный 9 192 631 770 периодам излучения, соответствующего переходу между двумя сверхтонкими уровнями основного квантового состояния атома цезия-133 в покое при 0 К». Это определение было принято в 1967 году (уточнение относительно температуры и состояния покоя появилось в 1997 году).
Отталкиваясь от секунды СИ, минуту определяют как 60 секунд, час — как 60 минут, и календарные (юлианские) сутки как равные точно 86 400 с. В настоящее время юлианские сутки короче средних солнечных суток примерно на 2 миллисекунды; для устранения накапливающихся расхождений вводят високосные секунды. Определяют также юлианский год (точно 365,25 юлианских суток, или 31 557 600 с), иногда называемый научным годом.
В астрономии и в ряде других областей наряду с секундой СИ применяется эфемеридная секунда, определение которой основано на астрономических наблюдениях. Считая, что в тропическом году 365,242190402 суток, а сутки полагая постоянной длительности (т. н. эфемеридное исчисление), получают, что в году 31 556 925,25073 секунды. Тогда полагают, что секунда — это 1⁄31 556 925,1875 часть тропического года. Вековое изменение продолжительности тропического года заставляет привязывать это определение к определённой эпохе; так, данное определение относится к тропическому году в момент 2000,0.

### Кратные и дольные единицы
Секунда — единственная единица времени, с которой используются приставки СИ для образования дольных и (редко) кратных единиц.

## Год, месяц, неделя
Для измерения более длинных интервалов времени используются единицы измерения год, месяц и неделя, состоящие из целого числа солнечных суток. Год приблизительно равен периоду обращения Земли вокруг Солнца (примерно 365,2422 суток), месяц — периоду полной смены фаз Луны (называемому синодическим месяцем, равным 29,53 суток).
В наиболее распространённом григорианском, а также в юлианском календаре за основу принят год, равный 365 суткам. Так как тропический год не равен целому количеству солнечных суток (он составляет примерно 365,2422 суток), для синхронизации календарных времён года с астрономическими в календаре используются високосные года продолжительностью 366 дней. Год делится на двенадцать календарных месяцев разной продолжительности (от 28 до 31 дня). Обычно, на каждый календарный месяц выпадает по одному полнолунию, но так как фазы Луны сменяются немного быстрее, чем 12 раз в году, иногда случаются и вторые полнолуния за месяц, называемые голубой луной.
В еврейском календаре основой является лунный синодический месяц и тропический год, при этом год может содержать 12 или 13 лунных месяцев. В длительной перспективе одни и те же месяцы календаря приходятся на примерно одно и то же время.
В исламском календаре основой является лунный синодический месяц, а год содержит всегда строго 12 лунных месяцев, то есть около 354 дней, что на 11 дней меньше тропического года. Благодаря этому начало года и все мусульманские праздники каждый год смещаются относительно климатических времён года и равноденствий.
Неделя, обычно состоящая из 7 дней, не привязана к какому-либо астрономическому событию, однако широко используется как единица времени. Можно считать, что недели формируют независимый календарь, используемый параллельно с различными другими календарями. Предполагают, что продолжительность недели берёт начало от округлённой до целого числа дней продолжительности одной из четырёх фаз Луны.

## Век, тысячелетие
Ещё более крупные единицы времени — век (100 лет) и тысячелетие (1000 лет). Век иногда делят на десятилетия (декады).

## Мегагод и гигагод
В иноязычной литературе приняты также такие кратные году единицы измерения времени, как мегаго́д (обозначение Myr), равный миллиону лет, и гигаго́д (обозначение Gyr), равный миллиарду лет. Эти единицы применяются преимущественно в космологии, а также в геологии и в науках, связанных с изучением истории Земли. Так, например, возраст Вселенной оценивается в 13,72 ± 0,12 гигалет. В русскоязычной литературе такие единицы используются редко, их использование также противоречит «Положению о единицах величин, допускаемых к применению в Российской Федерации», в соответствии с которым единица времени год (так же, как и, например, неделя, месяц, век, тысячелетие) не должна применяться с кратными и дольными приставками.

## Редкие и устаревшие единицы
В Великобритании и странах Содружества наций используется единица измерения времени фортнайт, равная двум неделям.
В СССР в разное время вместо семидневной недели использовались шестидневные и пятидневные недели, а также, в целях экономического планирования, пятилетки.
В основном для целей бухгалтерского учёта используются единицы квартал (три месяца, четверть года) и полугодие (два квартала, шесть месяцев, полгода).
В сфере образования используется единица измерения времени академический час (45 минут). Также в средних школах нередко встречается слово «час» в значении длительности одного урока (то есть 40 минут); «четверть» (примерно ¼ учебного года); примерно равный последней «триместр» (от лат. tri — три, mensis — месяц; приблизительно 3 месяца); «семестр» (от лат. sex — шесть; приблизительно 6 месяцев), совпадающий с «полугодием». Триместр используется также в акушерстве и гинекологии для указания сроков беременности, в этом случае он точно равен трём месяцам.
Иногда используется единица терция, равная 1⁄60 секунды.
Единица декада, в зависимости от контекста, может относиться к 10 дням или (реже) к 10 годам.
Индикт (индиктион), использовавшийся в Римской империи (со времён Диоклетиана), позже в Византии, древней Болгарии и Древней Руси, равен 15 годам.
Олимпиада в античности использовалась как единица измерения времени и была равна 4 годам.
Сарос — период повторения затмений, равный 18 годам и 11+1⁄3 дня и известный ещё древним вавилонянам. Саросом назывался также календарный период в 3600 лет; меньшие периоды носили названия нерос (600 лет) и соссос (60 лет).
В планковской системе единиц, основанной на фундаментальных константах, единица измерения времени (планковское время) выражается через гравитационную постоянную G, постоянную Планка ℏ и скорость света c:
{\displaystyle t_{\mathrm {P} }={\sqrt {\frac {\hbar G}{c^{5}}}}=5{,}391\,21(13)\cdot 10^{-44}} секунды.
Галактический год — приблизительно 216 млн лет.
Астрономический юлианский год рекомендуется для определения расстояний в световых годах
На сегодняшний день самый маленький экспериментально наблюдаемый промежуток времени составляет порядка аттосекунды (10−18 с), что соответствует 1026 планковским временам. По аналогии с планковской длиной, интервал времени, меньший планковского времени, невозможно измерить.
В индуизме «день Брахмы» — кальпа — равен 4,32 млрд лет. Эта единица вошла в Книгу рекордов Гиннеса как самая большая единица измерения времени.